# یواس‌اس یوفمیا (اس‌پی-۵۳۹)
یواس‌اس یوفمیا (اس‌پی-۵۳۹) (به انگلیسی: USS Euphemia (SP-539)) یک کشتی بود. این کشتی در سال ۱۸۹۸ ساخته شد.